# 梅拉妮·德热苏·多斯桑托斯
梅拉妮·德热苏·多斯桑托斯（法語：Mélanie de Jesus dos Santos，2000年3月5日—），法国女子竞技体操运动员，2019年欧洲竞技体操锦标赛女子个人全能、女子自由体操金牌得主和女子平衡木银牌得主、2023年世界竞技体操锦标赛女子团体全能铜牌得主。